# Tiny Toon Adventures: Acme All-Stars
Tiny Toon Adventures: Acme All-Stars — видеоигра, выпущенная на консоли Sega Mega Drive. Была разработана и издана в 1994 году, компанией Konami.

## Содержание игры
Главный персонаж — кролик Бастер Банни, спокойно гонял футбольный мяч. И неожиданно для себя столкнулся с Бэбс Банни. После столкновения Бэбс рассказала Бастеру о предстоящем турнире и состязаниях в разных видах спорта. В свою команду Бастер и Бэбс решили взять Плаки Дака и Хэмтона, которые с удовольствием согласились поучаствовать в турнире. Против них в турнире участвует Монтана Макс, который собрал команду куда больше команды Бастера. В неё вошли: Диззи Девил, кот Пушок, Ширли Лун, Фифи ля Фьюм, Элмайра Дафф, малыш Пискун, Каламити Койот, и конечно, сам Монтана Макс. Команде Бастера предстоит выиграть у команды Монтаны Макса девять раз в пяти различных видах спорта (три раза в баскетболе, три раза в футболе, и по одному разу в беге, в аттракционе «Ударь Макса» и в кегельбане).
После победы во всех состязаниях они выиграют весь турнир и заслужат право называться победителями.
Кроме того, в игре предоставляется возможность тренировки по всем видам спорта. Их можно выбрать в меню. В футболе и баскетболе можно поиграть любыми персонажами. В режиме тренировки игра поддерживает до четырёх игроков.

## Уровни сложности
- Лёгкий (Easy). Уровень сложности для новичков. Соперники часто поддаются и проигрывают.
- Обычный (Normal). Уровень сложности для любителей. Соперники умнее.
- Тяжёлый (Hard). Уровень сложности для профессионалов. Суровая проверка игровых качеств.
- Сверхтяжёлый (Extra Hard). Уровень сложности для экспертов. Невыносимые соперники.

## Виды спорта

### Футбол

Футбол

В меню «Опции» можно поменять сложность, время тайма или управление. Тренировка начинается с того, что можно выбрать режим игры. Всего четыре режима: игрок против компьютера (соло), два игрока против компьютера (кооператив), игрок против игрока (сражение) и компьютер против компьютера (наблюдение). В четвёртом режиме игрок фактически не совершает никаких действий, а просто наблюдает за действиями компьютера. После выбора режима игрок (или игроки) выбирают своих персонажей, из двенадцати представленных, на место нападающего, полузащитника, защитника и вратаря. Двух одинаковых персонажей выбрать нельзя. После выбора персонажей можно выбрать одну из пяти карт и начать матч. Первым начинает матч первый игрок. О вратаре игрокам беспокоится не нужно, так как тот сам ловит мяч. Игра состоит из двух таймов, каждый из которых может длиться от 2 до 5 минут (можно настроить в меню). Если счёт будет ничейным, он обнуляется и игроку (игрокам) будет предложено пробить по три пенальти. Во время пенальти игроку (игрокам) придётся играть своим вратарём. Если счёт останется ничейным и после этого, предлагается пробивать пенальти до того момента, пока какая-то из команд не забьёт на один гол больше, при одинаковом количестве выполненных ударов. После окончания времени матч не будет завершён до тех пор, пока мяч находится в воздухе.

### Баскетбол
В меню «Опции» можно поменять сложность, время четверти или управление. Тренировка начинается с того, что можно выбрать режим игры. Режимы те же, что и в футболе: соло, кооператив, сражение и наблюдение. После выбора режима игрок (или игроки) выбирают своих персонажей, из двенадцати представленных, на место нападающего, центрового и защитника. Также нельзя выбрать одинаковых персонажей. Дальше можно выбрать одну из пяти карт.
Первым вводит мяч в игру тот, кто дальше выпрыгнет, а это не обязательно первый игрок. Игра состоит из четырёх четвертей, каждая из которых может длиться от 2 до 5 минут (можно настроить в меню). Если счёт завершиться ничьей, предлагается поиграть дополнительную четверть. После окончания времени матч не будет завершён до тех пор, пока мяч находится в воздухе.

### Бегс препятствиями
Игрок управляет Бастером Банни, который соревнуется с Бэбс Банни, Плаки Даком и Хэмтоном. Нужно пробежать три круга с такими препятствиями, как: падающие шары, вырастающие из-под земли столбы, неожиданные повороты. Немного облегчают задачу бонусы, которые расположены на земле в виде ламп, меняющих своё предназначение. Бонус в виде трёх стрелок вправо даст значительную прибавку к скорости, в виде шлема — неуязвимость, в виде двух замкнутых по кругу стрелок — возможность поменяться с кем-то из игроков. Задев задний край экрана, игрок получает штраф в одну секунду.

### Аттракцион«Ударь Макса»
Игрок управляет Бастером Банни, который соревнуется с Бэбс Банни, Плаки Даком и Хэмтоном. Цель - набрать больше очков, чем соперники. Правила очень просты: нужно бить по появляющимся из отверстий, статуям Монтаны Макса, за которые дают 100 очков, и не попадать по Диззи, за которого снимают 100 очков, и по Элмайре, за которую снимают 300 очков.
Если после окончания времени у двоих или более игроков будет равно наибольшее количество очков, то они вместе становятся победителями.
Гого Додо будет постоянно будет кидать бомбы на которые лучше не наступать.

### Кегельбан
Игрок управляет Бастером Банни, который соревнуется с Бэбс Банни, Плаки Даком и Хэмтоном. Цель - набрать больше очков, чем соперники. Для этого нужно выполнять точные броски по направлению стрелки и по скорости броска. При максимальной скорости броска и направлении стрелки на центр выполняется супер-бросок, который гарантировано сбивает все кегли. За выбивание всех кеглей с первого или второго броска начисляются дополнительные очки. Игра состоит из пяти раундов по два броска для каждого игрока.

## Площадки дляфутболаибаскетбола
- Стадион (Stadium). Настоящий стадион с хорошим покрытием, воротами в футболе, стойками и кольцами в баскетболе, боковыми ограждениями и правильной разметкой.
- Вестерн (Western). Стадион на Диком Западе с грунтовым покрытием, деревянными воротами в футболе, деревянными стойками и кольцами из бочек в баскетболе. Опасность на этом поле представляют прыгающие по полю бочки, которые расплющивают и на время выводят из строя игроков, попавших под них, а также две лошади по краям поля, которые лягают и отбрасывают любого, кто подойдет к ним.
- Лес (Forest). Стадион с травяным покрытием, кочками, однако с настоящими воротами в футболе и настоящими стойками и кольцами в баскетболе.
- Центр города (Downtown). Стадион с земляным покрытием, с лужами масла, с самодельными воротами из труб и бочек в футболе, со стойками из труб и с кольцами из мусорных вёдер в баскетболе.
- Игровая комната Монтаны Макса (Monty's Playroom). Игровая комната Монтана Макса с движущимися паровозиками и автомобилями, игрушечными воротами в футболе, игрушечными стойками и настоящими кольцами в баскетболе. В комнате имеется рулетка, которая включается после каждого забитого гола.

##### Секторана рулетке вфутболе
- Простой гол — четыре сектора в виде цифры 1 (гол считается за один);
- Двойной гол — два сектора в виде цифры 2 (гол считается за два);
- Тройной гол — один сектор в виде цифры 3 (гол считается за три);
- Ноль — один сектор в виде Монтаны Макса, показывающего язык (гол не засчитывается).

##### Секторана рулетке вбаскетболе
- Двухочковый — четыре сектора в виде цифры 2 (гол считается за два);
- Трёхочковый — два сектора в виде цифры 3 (гол считается за три);
- Пятиочковый — один сектор в виде цифры 5 (гол считается за пять);
- Ноль — один сектор в виде Монтаны Макса, показывающего язык (гол не засчитывается).

## Спецприемы вфутболеибаскетболе
У каждого из персонажей есть шкала энергии, показанная внизу экрана (у вратарей в футболе такая шкала тоже есть, но она не показывается). Если энергии больше половины, то персонаж может использовать спецприем. Энергия тратится при подкате, при получении удара от другого персонажа или лошади на поле Вестерн и, естественно, при использовании спецприема. Удар после спецприема (суперудар) гораздо мощнее обычного удара и выводит из строя всех (в том числе и вратаря), кто попадается на пути летящего мяча. При попадании в ворота такой мяч прорывает сетку. В баскетболе мяч, брошенный после спецприема, почти всегда попадает в кольцо. Спецприемом некоторых персонажей также можно атаковать противника, но вратарь (в футболе) сам прерывает спецприем и выводит из строя атакующего игрока. При падении энергии до нуля персонаж нокаутируется и находится в отключке некоторое время (включая вратарей). Если энергии у персонажа меньше половины, он теряет возможность использовать спец-прием, а также начинает медленнее бегать и ниже прыгать.
- Бастер Банни, Бэбс Банни, малыш Пискун — Спринт.
- Плаки Дак — Наковальнепад, полёт с бросанием наковален, выводящих из строя всех, кто под них попадёт. Если Плаки в воздухе с мячом сам попал под наковальню, это ведёт к немедленному отделению клюва с мячом от головы, и полёта клюва с мячом со страшной скоростью вперёд.
- Хэмтон Пиг — Прыжки с мячом.
- Ширли Лун — Управление мячом при помощи телекинеза.
- Фифи ля Фьюм — Токсичный мяч, летящий по направлению к воротам противника.
- Диззи Девил — Превращение в вихрь.
- Кот Пушок — Балансировка на мяче (в футболе), кувырок с мячом (в баскетболе).
- Каламити Койот — Вызов робота с бросанием маленьких роботов (чтобы бросить робота, нужно нажать A, чтобы прыгнуть, нужно нажать B, чтобы выстрелить мячом, нужно нажать C). Примечательно, что во время использования самой суператаки, энергия не тратится, но есть ограничение времени (робот взорвётся), а также если мяч улетит за пределы поля, игрок выпрыгнет из робота. Мяч можно запустить от роботов, но такой мяч даже не ударит вратаря. После бросания пяти роботов, энергия обнуляется.
- Монтана Макс — Вызов автомобиля. Во время самой особой атаки, энергия также не тратится. Но Макс может запускать мяч в ворота сразу с машины из денежной пушки, и если мяч отлетает обратно, то он может опять запускать его. В игровой комнате Монтаны Макса, автомобиль заменяется на космический корабль с бросанием наковален (чтобы бросить наковальню, нужно нажать A).
- Элмайра Дафф — Любовные чары (причём как и к сопернику, так и к союзнику). Если Элмайра поймала кого-нибудь с мячом, мяч автоматически летит в ворота противника.